# Cinexin
Cinexin fue un proyector de cine para niños comercializado por la compañía española Exin.

Logo de Super 8 Cinexin.

## Historia
En 1971, Exin presentó en España una de sus líneas de juguetes más famosas y que se mantendría durante más tiempo en su catálogo general, un proyector de películas para niños que usaba el formato cinematográfico de 8 mm, también conocido como Doble 8. Este proyector nacía inspirado en otros proyectores aparecidos en otros países. La estética del Cinexin era muy parecida a la del proyector de la Chad Valley Toy Company del Reino Unido, que fue comercailizado en 1968 e imitado en Estados Unidos por la Kenner. La idea no era en absoluto nueva en España, y entre otros muchos antecedentes podemos citar el Cine NIC de los hermanos Jose Mª y Tomás Nicolau Griñó, o el zoótropo, un cilindro metálico giratorio que permitía ver figuras en movimiento, y que había sido introducido comercialmente por Agapito Borrás ya en 1897
El Cinexin era un pequeño proyector que solía incluir la lente condensadora en la misma bombilla, funcionaba con 3 pilas LR-20/D, construido con un material plástico naranja, muy resistente, y que contaba con un mecanismo de proyección manual que resultó clave de su éxito, pues era el propio niño quien decidía si hacer avanzar (y a qué velocidad), retroceder  o congelar la imagen. La casa Exin lo distribuyó con la referencia 300 y 0800.
Las películas para el juguete se vendían aparte. Estas iban enrolladas en una bobina sin fin, diseñada para evitar tener que rebobinar, lo que hacía sencillo el juego. El enhebrado de la película se hacía manualmente. Inicialmente sólo disponibles en blanco y negro

## Super 8 Cinexin
Lanzado en 1983, la nueva versión del juguete exhibía una vistosa carcasa de plástico azul y pretendía rectificar algunos fallos de la versión original. Las películas para la nueva versión, por ejemplo, estaban selladas en el interior de un casete cerrado, para hacerlas más resistentes y evitar tener que enhebrarlas. Además se evitaron los soportes del Cinexin de primera generación, lo que redundaba en una proyección más estable. En esta nueva versión se cambió el soporte cinematográfico y se abandonó el uso del 8 mm por el formato más moderno y con mayor definición llamado Super 8. Además, para hacer las películas más resistentes a roturas, se fabricaron sobre soporte de poliéster.

## Super Cinexin, Mini Cinexin
Tras la desaparición de Exin, la empresa Popular de Juguetes (empresa que se hizo con los derechos de fabricación de Exin), rescató la idea, reeditando dos nuevos modelos: el Super Cinexin con sonido y estética más moderna y el Mini Cinexin.

## Cinexin de 4.ª Generación (Giro)
En otoño del 2010 la empresa juguetera GIRO presenta el Cinexin de cuarta generación en tres variantes (o diseños): Princesas, Disney clásico y Toy Story.
Aparte de un diseño mucho más modernizado que el fabricado por Popular de Juguetes, una de las novedades más destacadas del Cinexin de Giro es que se sustituye la lámpara incandescente tradicional por un led, el cual da una luz más brillante, no se calienta y no gasta tantas pilas.
Lamentablemente el número de imágenes por segundo es bastante inferior al Cinexin original, lo que provoca una sensación de saltos y parpadeos que no permite reproducir la experiencia de los primeros Cinexin. La sensación se acerca más a la de la reproducción de una serie de fotografías, no hay posibilidad real de que la acción fluya y la podamos hacer avanzar y retroceder.